# Cabecico del Tesoro
Cabecico del Tesoro est un site archéologique ibère de l'Âge du fer, situé dans le district de La Alberca (es), dans la municipalité de Murcie, dans la Région de Murcie, en Espagne.

## Situation
Dans les environs du Verdolay (es), sur les pentes de la chaîne de montagnes qui ferme la plaine murcienne au sud, se trouvent deux nécropoles : l'une d'elles au Cabecico del Tesoro, près de San Antonio el Pobre, et l'autre au museo de la Seda, à la gare de Sericícola. Cabecico del Tesoro jouxte le monastère de Santa Catalina del Monte, sur sa face nord.

## Historique
Augusto Fernández de Avilés et Cayetano de Mergelina y Luna (es) ont dirigé des fouilles en 1935, mais elles furent interrompues par la guerre civile espagnole.

## Description
Cabecico del Tesoro est la plus grande nécropole ibère d'Espagne. 609 tombes y ont été mises au jour.

## Chronologie
Les deux nécropoles, ainsi que d'autres sites du Verdolay (es), comme le Santuario de la Luz, font partie d'un peuplement ibère dont la durée s'étend du Ve siècle av. J.-C. à l'an 90 av. J.-C.. Certains établissements ibères de la région ont peut-être été détruits par l'armée d'Hannibal lorsqu'elle traversa cette région en 218 av. J.-C., au début de la deuxième guerre punique.

## Vestiges archéologiques
De riches objets funéraires et des sculptures ont été exhumés des tombes à fosse de Cabecico del Tesoro. Parmi les objets découverts, on peut noter une statue assise très mutilée, dont les fragments ont été réassemblés, et une tête mutilée qui a été jointe au corps lors de la restauration. Une sculpture ibère connue sous le nom de Dama del Verdolay a également été découverte. D'autres éléments de moindre importance ont été mis au jour : un calathos et une figurine de harpiste en terre cuite.